# Irina Vlah
Irina Vlah, née le 26 février 1974 à Comrat, est une femme politique moldave, gouverneur de Gagaouzie (başkan) de 2015 à 2023.

## Biographie
Élue gouverneure de Gagaouzie en 2015, puis réélue en 2019, elle mène une politique pro-russe.
Elle est candidate indépendante à l'élection présidentielle moldave de 2024.